# NGC 3281
NGC 3281 este o astronomical radio source⁠(d) situată în constelația Mașina Pneumatică. A fost descoperită în 2 mai 1834 de către John Herschel. Se află la o distanță de 45,4 de megaparseci de Pământ.